# Погоныш-крошка

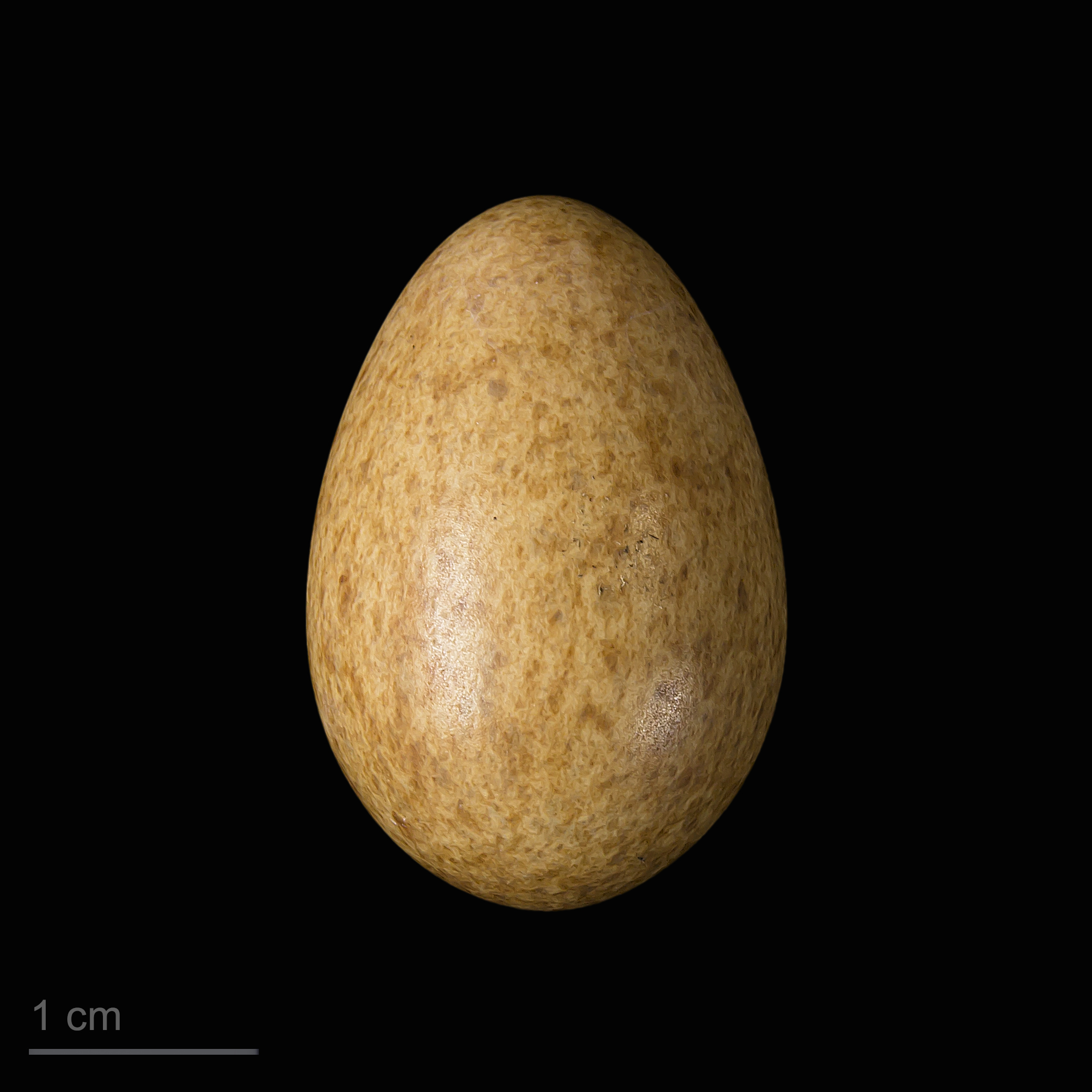
яйцо Porzana pusilla - Тулузский музей

Пого́ныш-кро́шка, или курочка-крошка (лат. Zapornia pusilla) — самая маленькая в Европе птица семейства пастушковых. Выделяют 6 подвидов.

## Описание
Внешне похож на малого погоныша, однако его лапы телесного цвета. Также обращают на себя внимание продольные чёрные полосы на боках и отсутствие красного пятна у основания клюва.
Длина птицы — 17—19 см, размах крыльев составляет в зависимости от подвида 23—35 см. Самец может весить 17—55 г, самка 23—45 г.

## Распространение и подвиды
Сильно разбросанная область распространения охватывает Японию, Индию, южную Азию, южную Африку, Мадагаскар, Австралию и Новую Зеландию. В Центральной Европе встречается нерегулярно только в некоторых местах. Это перелётные птицы, зимуют в бассейне Средиземного моря. Частично они перелетают Сахару, чтобы зимовать в Южной Африке.
Выделяют 6 подвидов:
- Z. p. intermedia (Hermann, 1804) — от запада Европы до Малой Азии, север, восток и юг Африки, Мадагаскар
- Z. p. pusilla (Pallas, 1776) — от востока Европы до центра и востока Азии
- Z. p. Mira (Riley, 1938) — Калимантан
- Z. p. mayri (Junge, 1952) — запад и восток центральной части Новой Гвинеи
- Z. p. palustris (Gould, 1843) — северо-восток Новой Гвинеи и Австралия (за исключением юго-востока и юга Австралии и Тасмании)
- Z. p. affinis (Gray, 1845) — Новая Зеландия (острова Северный, Южный, Стьюарт)

## Размножение
Погоныш-крошка гнездится в густой растительности в осоковых кочках или на сплавинах среди тростника и рогоза с мелководьем и чистым плёсом. Гнездо из сухих стеблей строит над водой. В полной кладке 6—9 желтовато-серых яиц с рыжеватыми пятнами. Из отложенных в мае или июне яиц вылупляются птенцы, которые примерно через 5 недель могут летать. Оба родителя участвуют в выкармливании выводка.

## Питание
Питается различными мелкими насекомыми и их личинками, семенами травянистых растений. в поисках корма ранним утром и ранним вечером вплоть до рассвета они бегают по плавучим стеблям тростника, листьям или просто по поверхности воды, делая широкие быстрые шаги и часто махая крыльями.